# Pavol Macúch
Pavol Macúch, též Pavel Macúch (11. září 1917 Krajné – 4. srpna 1988 Praha), byl slovenský a československý lékař, vysokoškolský učitel, politik Komunistické strany Slovenska a poúnorový poslanec Národního shromáždění ČSSR.

## Biografie
V letech 1952–1960 vedl Ústav organizace zdravotnictví na Lékařské fakultě na Univerzitě Komenského v Bratislavě. V 60. letech 20. století zastával post náměstka ministra zdravotnictví. Působil jako hygienik, v letech 1965–1983 byl přednostou Hygienického ústavu Univerzity Karlovy v Praze. Zastupoval Československo ve Světové zdravotnické organizaci. V letech 1978–1987 vedl Institut pro doškolování lékařů v Praze.
Po volbách roku 1960 byl zvolen za KSS do Národního shromáždění ČSSR za Západoslovenský kraj. Mandát nabyl až dodatečně v listopadu 1962. V Národním shromáždění zasedal až do konce volebního období parlamentu, tedy do voleb v roce 1964.
V letech 1957–1962 se uvádí jako kandidát Ústředního výboru Komunistické strany Slovenska a účastník zasedání ÚV KSS.